# Škofce
Škofce – wieś w Słowenii, w gminie Laško. W 2018 roku liczyła 36 mieszkańców.